# Shim Eui-sik
Shim Eui-sik (* 5. Dezember 1969 in Seoul) ist ein ehemaliger koreanischer Eishockeystürmer und war von 2008 bis 2014 Trainer von Anyang Halla.